# Loxostegopsis curialis
Loxostegopsis curialis là một loài bướm đêm trong họ Crambidae.